# Hoofdklasse schaken 1951/52
In het Hoofdklasse-seizoen 1951/52 werd gestreden door acht teams van schaakverenigingen om het landskampioenschap van Nederland. Het Vereenigd Amsterdamsch Schaakgenootschap werd voor de 14e keer in zijn geschiedenis landskampioen.
Gepromoveerd vanuit de Eerste Klasse 1950/51 waren Discendo Discimus uit Den Haag en Schaakvereniging Kralingen uit Rotterdam.

## Eindstand en kruistabel[1]
| # | Team      | MP | BP  | 1  | 2  | 3  | 4  | 5  | 6  | 7  | 8  |
| - | --------- | -- | --- | -- | -- | -- | -- | -- | -- | -- | -- |
| 1 | VAS       | 11 | 44  | -- | 6½ | 4  | 6  | 5  | 8½ | 7  | 7  |
| 2 | Utrecht   | 10 | 41½ | 3½ | -- | 3½ | 5½ | 5½ | 6½ | 8  | 9  |
| 3 | ASC       | 10 | 38½ | 6  | 6½ | -- | 4  | 6  | 4  | 6  | 6  |
| 4 | DD        | 8  | 38  | 4  | 4½ | 6  | -- | 2½ | 5½ | 8  | 7½ |
| 5 | Kralingen | 7  | 38½ | 5  | 4½ | 4  | 7½ | -- | 4  | 6  | 7½ |
| 6 | Max Euwe  | 6  | 32  | 1½ | 3½ | 6  | 4½ | 6  | -- | 4½ | 6  |
| 7 | Spangen   | 4  | 26½ | 3  | 2  | 4  | 2  | 4  | 5½ | -- | 6  |
| 8 | Eindhoven | 0  | 21  | 3  | 1  | 4  | 2½ | 2½ | 4  | 4  | -- |

#### Legenda
|  | Landskampioen |
|  | Degradant     |

Eerste klasse

1920/21 · 1921/22 · 1922/23 · 1923/24 · 1924/25 · 1925/26 · 1926/27 · 1927/28 · 1928/29 · 1929/30 · 1930/31 · 1931/32 · 1932/33 · 1933/34 · 1934/35 · 1935/36 · 1936/37 · 1937/38 · 1938/39 · 1939/40 · 1940/41 · 1941/42
Hoofdklasse

1942/43 · 1943/44 · 1944/45 · 1945/46 · 1946/47 · 1947/48 · 
1948/49 · 1949/50 · 1950/51 · 1951/52 · 1952/53 · 1953/54 · 1954/55 · 1955/56 · 1956/57 · 1957/58 · 1958/59 · 1959/60 · 1960/61 · 1961/62 · 1962/63 · 1963/64 · 1964/65 · 1965/66 · 1966/67 · 1967/68 · 1968/69 · 1969/70 · 1970/71 · 1971/72 · 1972/73 · 1973/74 · 1974/75 · 1975/76 · 1976/77 · 1977/78 · 1978/79 · 1979/80 · 1980/81 · 1981/82 · 1982/83 · 1983/84 · 1984/85 · 1985/86 · 1986/87 · 1987/88 · 1988/89 · 1990/91 · 1991/92 · 1992/93 · 1993/94 · 1994/95 · 1995/96
Meesterklasse

1996/97 · 1997/98 · 1998/99 · 1999/00 · 2000/01 · 2001/02 · 2002/03 · 2003/04 · 2004/05 · 2005/06 · 2006/07 · 2007/08 · 2008/09 · 2009/10 · 2010/11 · 2011/12 · 2012/13 · 2013/14 · 2014/15 · 2015/16 · 2016/17 · 2017/18· 2018/19 · 2019/20 · 2020/21 · 2021/22 · 2022/23 · 2023/24 · 2024/25